# U.S. Klans

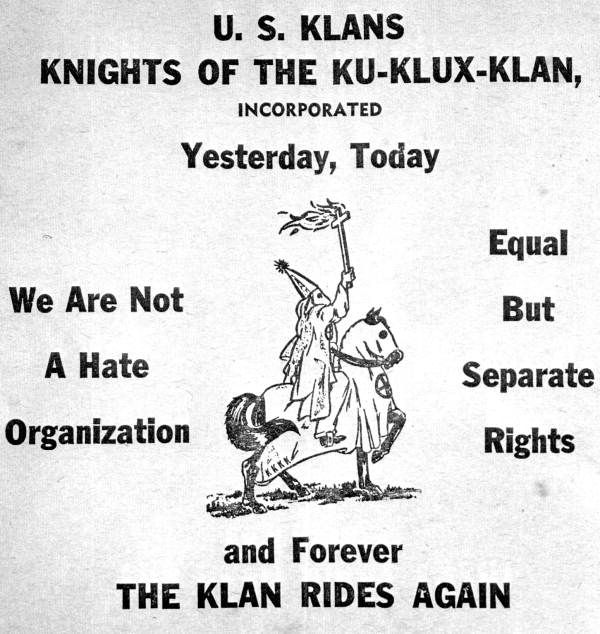
Anuncio del Klan.

U.S Klans. oficialmente U.S. Klans, Caballeros del Ku Klux Klan, Inc. fue un grupo del Ku Klux Klan dominante a finales de la década de 1950 y principios de la de 1960. La muerte de su líder en 1960, junto con el aumento del faccionalismo, las escisiones y la competencia de otros grupos llevaron a su declive hacia mediados y finales de la década de 1960.

## Orígenes
El grupo se organizó por primera vez en Atlanta, Georgia (Estados Unidos) en septiembre de 1953 como el Klanes de Georgia por Eldon Edwards. Los miembros iniciales se obtuvieron de los restos de la Asociación de Klanes de Georgia de Samuel Green. Más miembros vinieron al grupo después de que la Corte Suprema  fallara en el denominado "lunes negro", decisión que ordenó la desegregación escolar. El 24 de octubre de 1955 se fundó el grupo nacional, con Samuel L. Green Jr. como abogado y William Daniel y M. Wesley Morgan como la incorporación de oficiales. Edwards reviso y protegido por derechos de autor una nueva versión de William J. Simmons de Kloran y reclamó esto como un "enlace directo" al Klan de la década de 1920. En 1959 la organización estaba en su apogeo con miembros de 15,000 en nueve o diez estados, con la mayor concentración de miembros en Georgia, Carolina del Sur, Alabama y Luisiana. Una campaña de reclutamiento en marzo de 1961 presentó simultáneamente quema de cruces en todo el sur. En 1955 el sitio de piedra de la montaña de los clanes ganó el apoyo del Gobernador Marvin Griffin. El 29 de septiembre de 1956, los Klans de EE. UU. organizaron la mayor manifestación del KKK desde la Segunda Guerra Mundial cuando reunió a casi 3,000 personas en Stone Mountain.  los informes, la multitud llegó sobre autos de 1,000 adornados con insignias del Klan y con placas de matrícula de Georgia, Carolina del Sur, Alabama, Luisiana, Virginia y Tennessee.

## Faccionalización
Sin embargo, el grupo todavía sufría de problemas fraccionales. A finales de 1956, el Rev. James W. Cole "Catfish" desertó para formar su propio Caballeros del Ku Klux Klan de Carolina del Norte que hizo titulares durante su enfrentamiento con indios Lumbee en enero de 1958 en la Batalla de Hayes Pond. En 1957 Edwards desterró al kleagle de Texas Horace Sherman Miller por no establecer un solo klavern en sus dos años en el cargo, y usar su dinero de kleagle para fines privados. Miller respondiendo estableciendo su propio Caballeros Arios del Ku Klux Klan, que no tenía mucha membresía formal, pero ganó notoriedad por sus contactos con grupos afines en todo el mundo. Otro grupo de miembros del Klan fueron expulsados del Chattanooga Klavern #1 en el verano de 1957 por razones no especificadas. Este grupo se reconstituyó a sí mismo como el Dixie Klans, Caballeros del Ku Klux Klan, Inc. en octubre de ese año y se expandiría a Alabama y al noroeste de Georgia en los años siguientes.
Problemas más serios se aproximaban en Alabama. Ese reino había sido dirigido por uno de los organizadores más efectivos de los Klans de los Estados Unidos, Gran Dragón el Rev. Alvin Horn. Bajo el liderazgo de Horn el reino se había expandido de dos klaverns en el verano de 1956 a 100 a principios de 1957. Sin embargo, cuando la esposa de Horn se abatió por una cirugía reciente, se suicidó, dejándolo para cuidar de sus seis hijos solo. Horn se casó entonces con una niña de 15 años que había quedado embarazada. El escándalo obligó a Horn a renunciar como Gran Dragón y fue reemplazado por Robert Shelton. Shelton rápidamente se desencantó con el liderazgo de Edwards y se dividió para formar sus propios Caballeros de Alabama del Ku Klux Klan, que se convirtió en un competidor del U.S. Klan en Albama y comenzó a superarlo.

## Viajeros de la libertad y declive
Durante 1961 U.S. Klans, junto con varios otros grupos, intentaron resistir a los viajeros de la libertad que intentaban probar la integración de Transporte interestatal. El 14 de mayo, en conjunto con los Caballeros de Alabama, se detuvieron y abordaron un autobús en Anniston, venció a varios de los pasajeros y lo llevó a Birmingham, donde sacaron a los pasajeros del autobús y los metieron en manos de una turba enojada. El 20 de mayo atacaron otro autobús cuando llegó a Montgomery. Un federal orden de restricción temporal fue emitido contra los Klans de EE. UU. (y contra Alvin Horn, que había sido nombrado Gran Dragón de Alabama por Davidson) por el Tribunal de Distrito de los Estados Unidos para el Distrito Medio de Alabama el 20 de mayo y un interdicción preliminar el 2 de junio, impidiéndoles que interfieran con el comercio interestatal, cometan actos de violencia o intimidación contra los jinetes de la libertad.